# Can Sis Dits (Vidreres)
Can Sis Dits és una obra de Vidreres (Selva) inclosa a l'Inventari del Patrimoni Arquitectònic de Catalunya.

## Descripció
Edifici d'estructura rectangular format per dues plantes i cobert a dos vessants a laterals. A tocar del mas hi ha una torre d'uns deu metres d'alçada per cinc de diàmetre que també està habilitada com a habitatge.
Les obertures de la casa són rectangulars i emmarcades de pedra, la major part dels quals amb llindes en forma d'arc depressiu convex. Les obertures de la torre són rectangulars i fetes d'obra.
Als voltants de la casa hi ha establiments varis pel bestiar i una masoveria o casa nova del segle xx.

## Història
A la part lateral dreta de la casa existeix una finestra amb el marc de granit la llinda de la qual porta inscrita la data de 1783, potser reaprofitada de l'estructura anterior, ja que les pedres que emmarquen les obertures de la façana actual no són de granit.